# 143641 Sapello
143641 Sapello è un asteroide della fascia principale. Scoperto nel 2003, presenta un'orbita caratterizzata da un semiasse maggiore pari a 2,1620268 UA e da un'eccentricità di 0,2003066, inclinata di 4,01349° rispetto all'eclittica.
L'asteroide è dedicato all'omonima località del Nuovo Messico.